# Раздан (город)
Разда́н (арм. Հրազդան) — город в Армении, административный центр Котайкской области. 
Расположен на левом берегу верхнего течения реки Раздан. Находится на расстоянии 50 км от Еревана. Население города составляет 40 097 человек. Среднегодовая температура воздуха составляет 6 °C, количество годовых осадков — 715–730 мм. Раздан является одним из самых дождливых городов Армении.

## География
Территория города расположена в основном в степной ландшафтной зоне, окружённой редколесьем.
Через территорию города протекает река Раздан и её притоки: Цахкадзор и Какавадзор. В пределах города расположено Ахбюракское водохранилище с объёмом в 5 млн м³, сданное в эксплуатацию в 1953 году.
На небольшом расстоянии от города, в бассейне реки Раздан расположены несколько месторождений: Анкаванское медно-молибденовое и золото-железоносное, Меградзорское полиметаллическое, в том числе золотоносное, Разданское комплексное, в основном отмеченное содержанием соединений железа, титана, марганца, фосфора и других элементов.
Климат резко континентальный с умеренно-прохладным, дождливым летом и довольно холодной и снежной зимой. Суммарное количество осадков в году в среднем составляет 550-600 мм, влажность – около 65%.
Абсолютный максимум температуры: +33 °C
Абсолютный минимум температуры: -38 °C
Среднегодовая температура: 4,8 °C
| Показатель              | Янв. | Фев. | Март | Апр. | Май | Июнь | Июль | Авг. | Сен. | Окт. | Нояб. | Дек. | Год |
| ----------------------- | ---- | ---- | ---- | ---- | --- | ---- | ---- | ---- | ---- | ---- | ----- | ---- | --- |
| Средняя температура, °C | −9   | −7,1 | −2,6 | 4,1  | 9,8 | 13,3 | 16,6 | 16,8 | 13,2 | 7,5  | 0,7   | −5,8 | 4,8 |
| Источник:               |      |      |      |      |     |      |      |      |      |      |       |      |     |

## История
Иван Шопен отмечал, что согласно сведениям из "Камерального описания", составленного в 1829-1831 годах, в селе Ахта-нижняя Дарачичагского магала Эриванской провинции проживало 339 человек, из которых 308 - армяне, переселившиеся из Персии после заключения Туркманчайского договора (1828) сторонами русско-персидской войны, и 31 - армяне, переселившиеся из Османской империи после заключения Адрианопольского договора (1829) сторонами русско-турецкой войны.
По данным «Сборника сведений о Кавказе» за 1880 год село находилось в Новобаязетском уезде Эриванской губернии и было разделено на армянскую и русскую части. По сведениям 1873 года в армянской части (в источнике - населенный пункт "Ахты Нижние") было 117 дворов, в которых проживало 1137 армян григорианского вероисповедания (575 мужского пола и 562 - женского), а также была расположена церковь. Население русской части (в источнике - "Ахты Нижние Русские") делилось по религиозной принадлежности на молокан (33 двора, 89 человек мужского пола, 91 - женского), прыгунов (8 дворов, 31 человек мужского пола, 30 - женского) и субботников (1 двор, 4 человека мужского пола, 3 - женского).
По данным Кавказского календаря на 1912 год, в селе Ахты Н. Новобаязетского уезда проживало 2207 армян и 607 русских.
19 апреля 1950 года село Неркин Ахта было преобразовано в поселок городского типа Ахта. 30 июня 1959 года посёлок городского типа Ахта был преобразован в город Раздан. 12 января 1963 года сёла Атарбекян, Джрарат, Какавадзор и Макраван вошли в состав города. Город назван в честь реки Раздан, протекающей через город с севера на юг. Само название Раздан происходит от среднеперсидского имени Фраздан, которое связано с зороастрийской мифологией.
В 1966-1969 гг. здесь была построена и введена в эксплуатацию Разданская ГРЭС, обеспечившая возможность дальнейшего развития промышленности. В 1974 году численность населения города составляла 33 тыс. человек, здесь действовали горно-химический комбинат (по комплексной переработке местных нефелиновых сиенитов), ГРЭС, ТЭЦ, Атарбекянская ГЭС, комбинат крупнопанельного домостроения, холодильный комбинат, филиал швейной фабрики, молочный завод, пивоваренный завод и индустриально-технологический техникум.
В 1985 году численность населения города составляла 52 тыс. человек, основой экономики являлось производство строительных материалов. В январе 1986 года началось движение поездов по железнодорожной линии Иджеван - Раздан.
В январе 1989 года численность населения города составляла 60,8 тыс. человек, здесь действовали горно-химический комбинат, машиностроительный завод, Разданская ГРЭС, также имело место производство стройматериалов и пищевкусовая (в частности, винодельческая) промышленность.
В 2018 году Правительство Армении подписало соглашение о создании свободной экономической зоны ECOS в Раздане. Это свободная экономическая зона с майнинговым центром (ECOS-M) для IT-компаний, главной задачей которой является создание условий для развития высокотехнологичных проектов в Армении, работающих на базе искусственного интеллекта и машинного обучения.

## Экономика
Недалеко от города находится самая мощная в Армении тепловая электростанция — Разданская ТЭС.
В городе находятся Разданский цементный завод и завод по производству металлоконструкций "HARVAL MACHINE".
В 2008 г. открылся первый региональный супермаркет сети «Стар», а также 6 других супермаркетов и прочие магазины и предприятия общественного питания. Также в 2015 г. открылся сетевой магазин электроники «Вега», после 2017 г. открылся «ВЛВ електроникс».
В 2018 году в городе открылся олимпийский бассейн, а также AQUA-M бассейн и новый кинотеатр «Раздан».

## Достопримечательности
- Картинная галерея
- Монастырь Макраванк XIII век

## Галерея

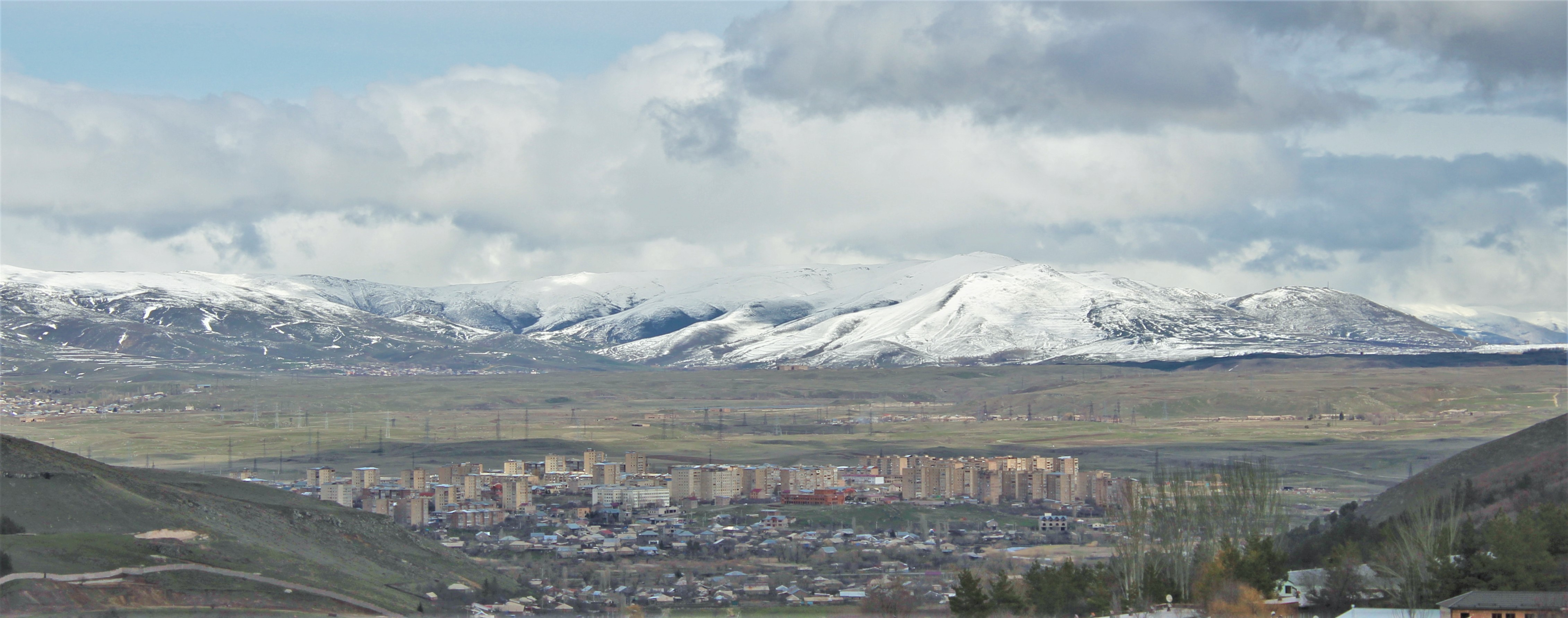
Панорама города
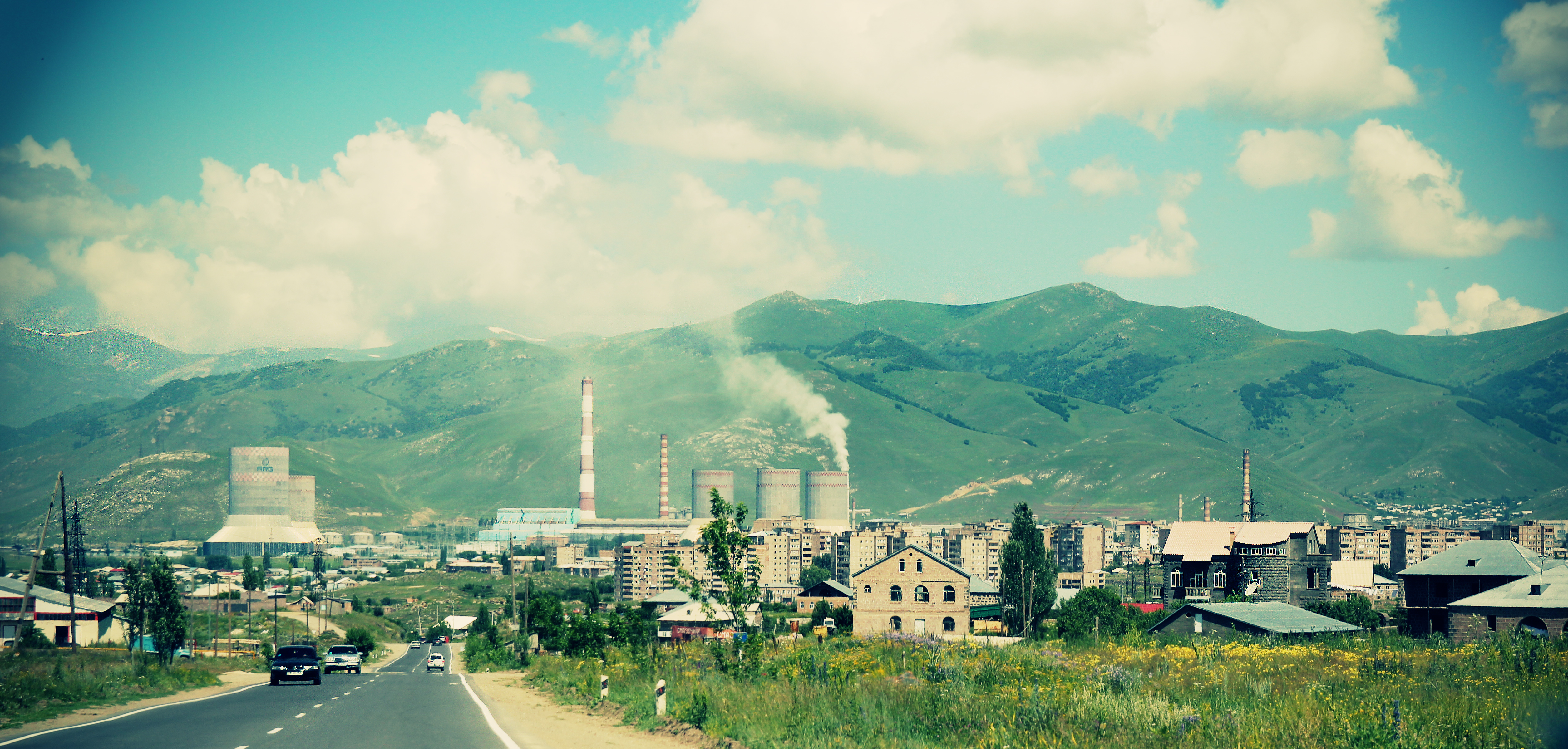
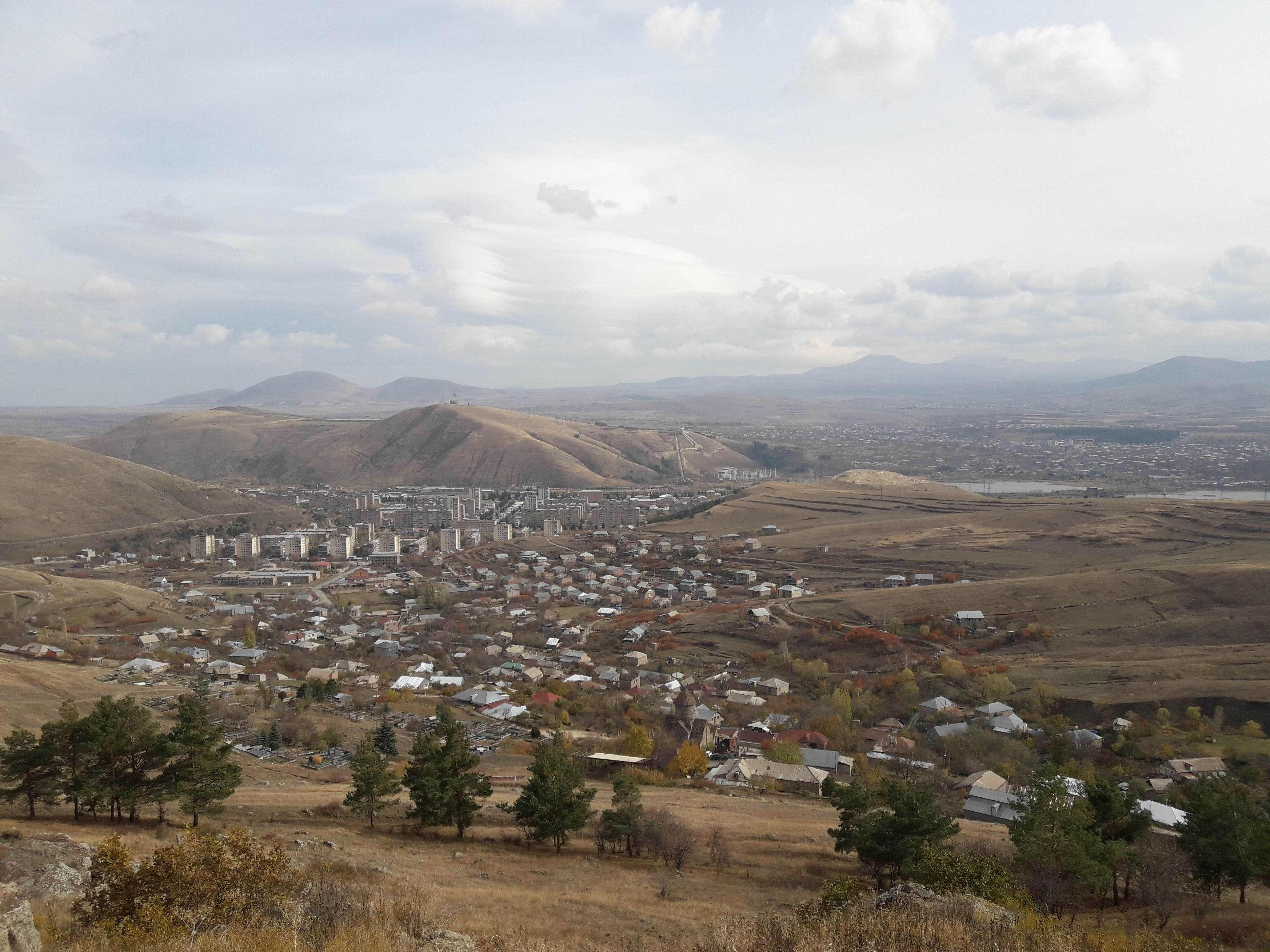
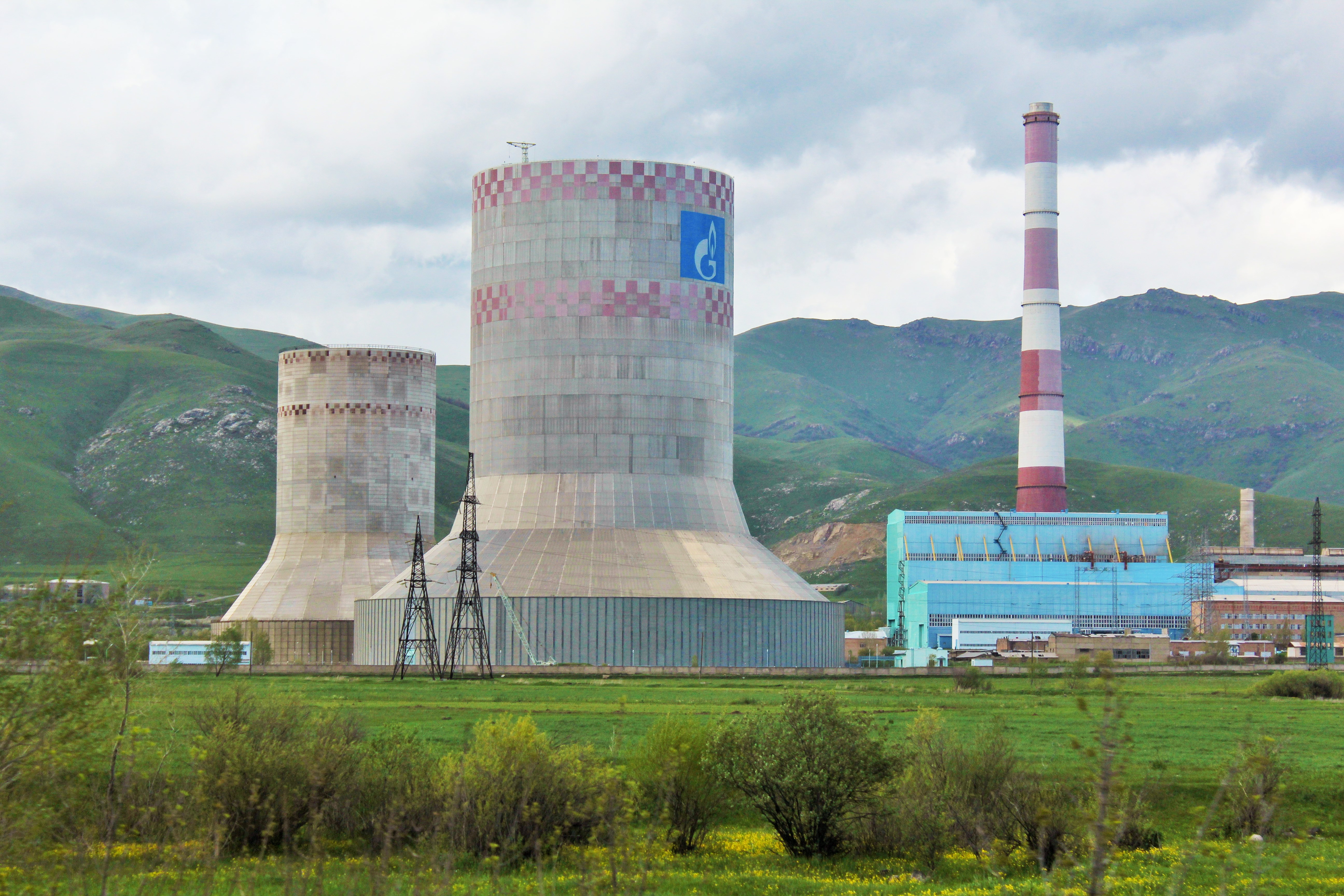
Разданская тепловая электростанция
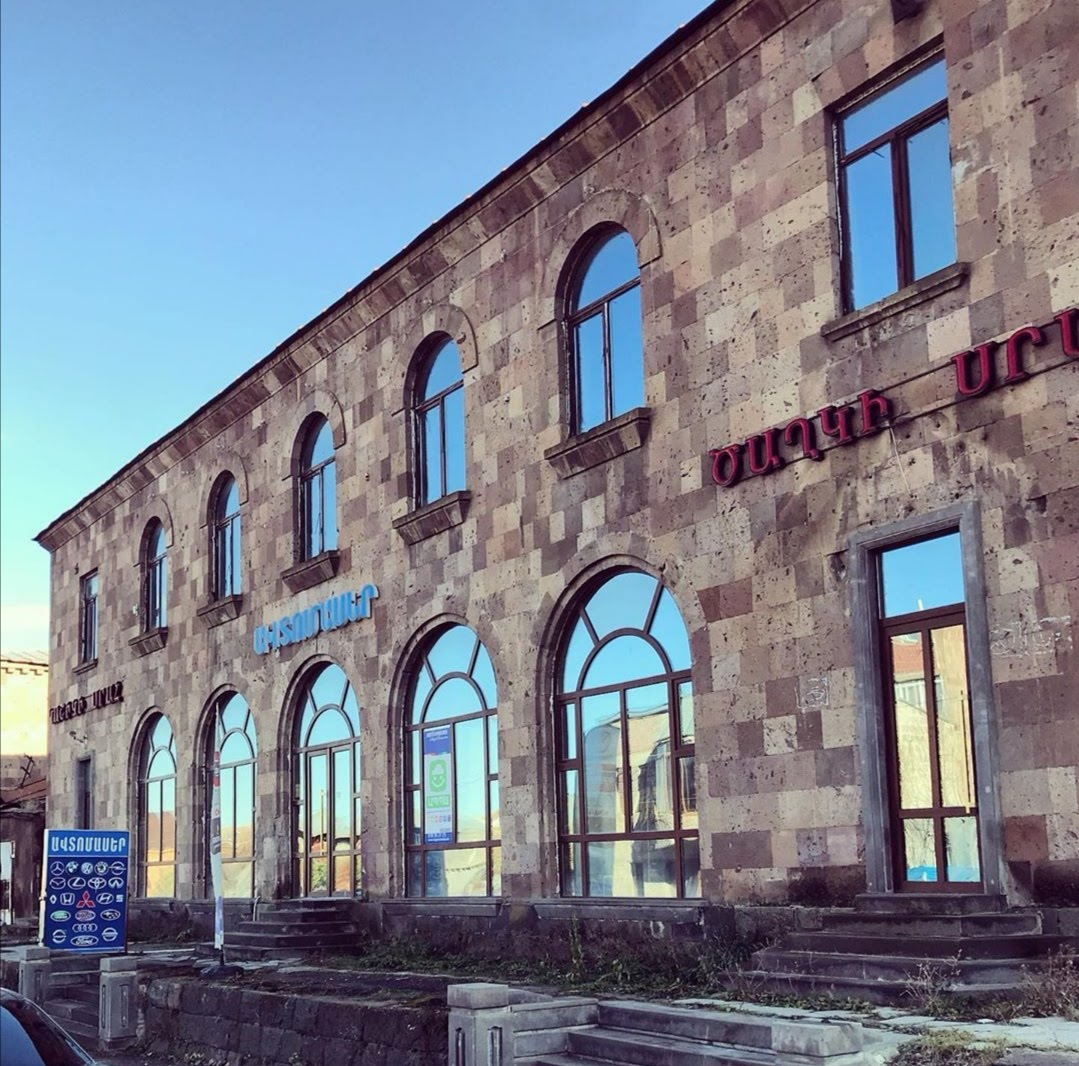
Здание администрации
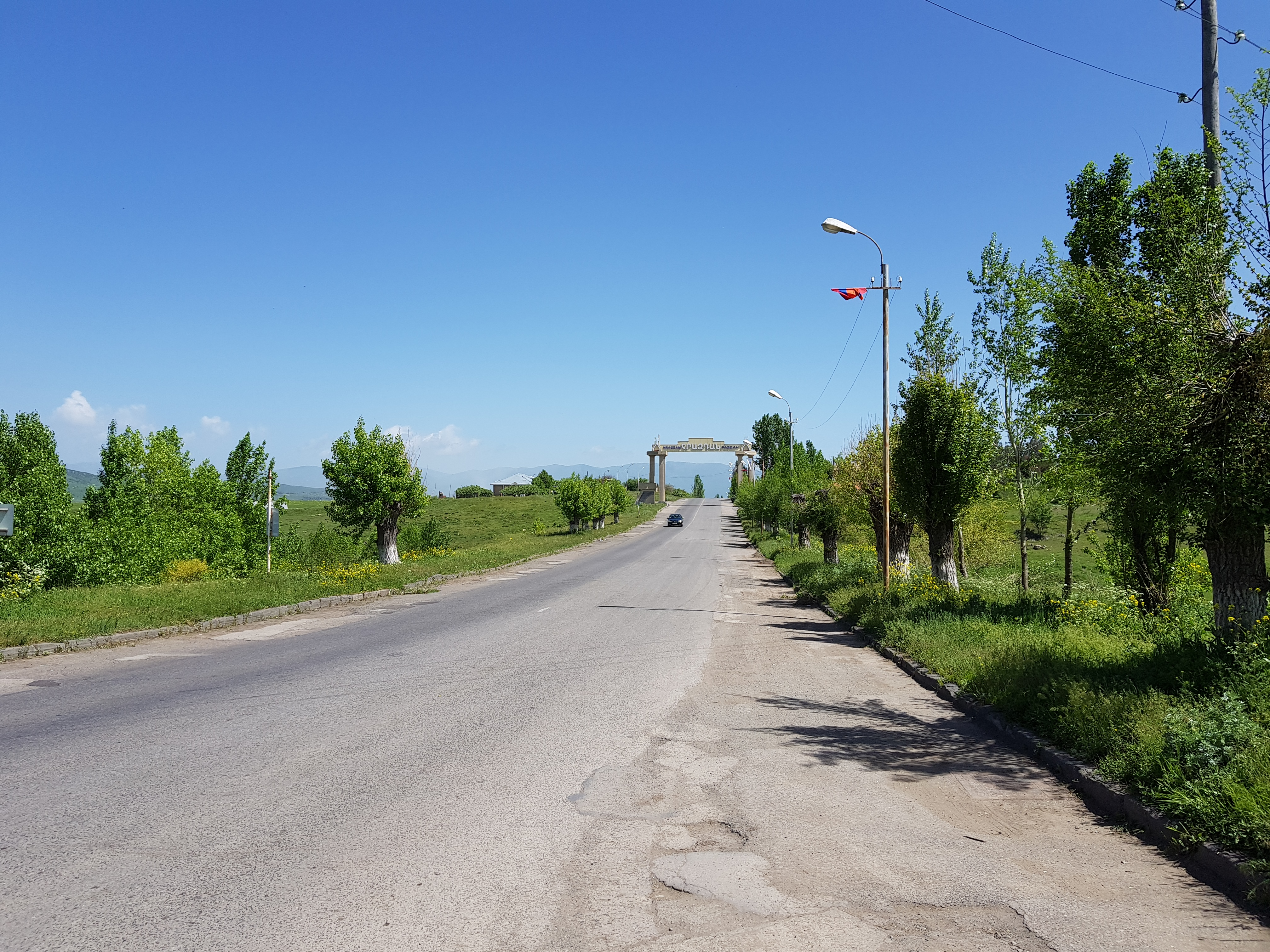
Въезд в город Раздан
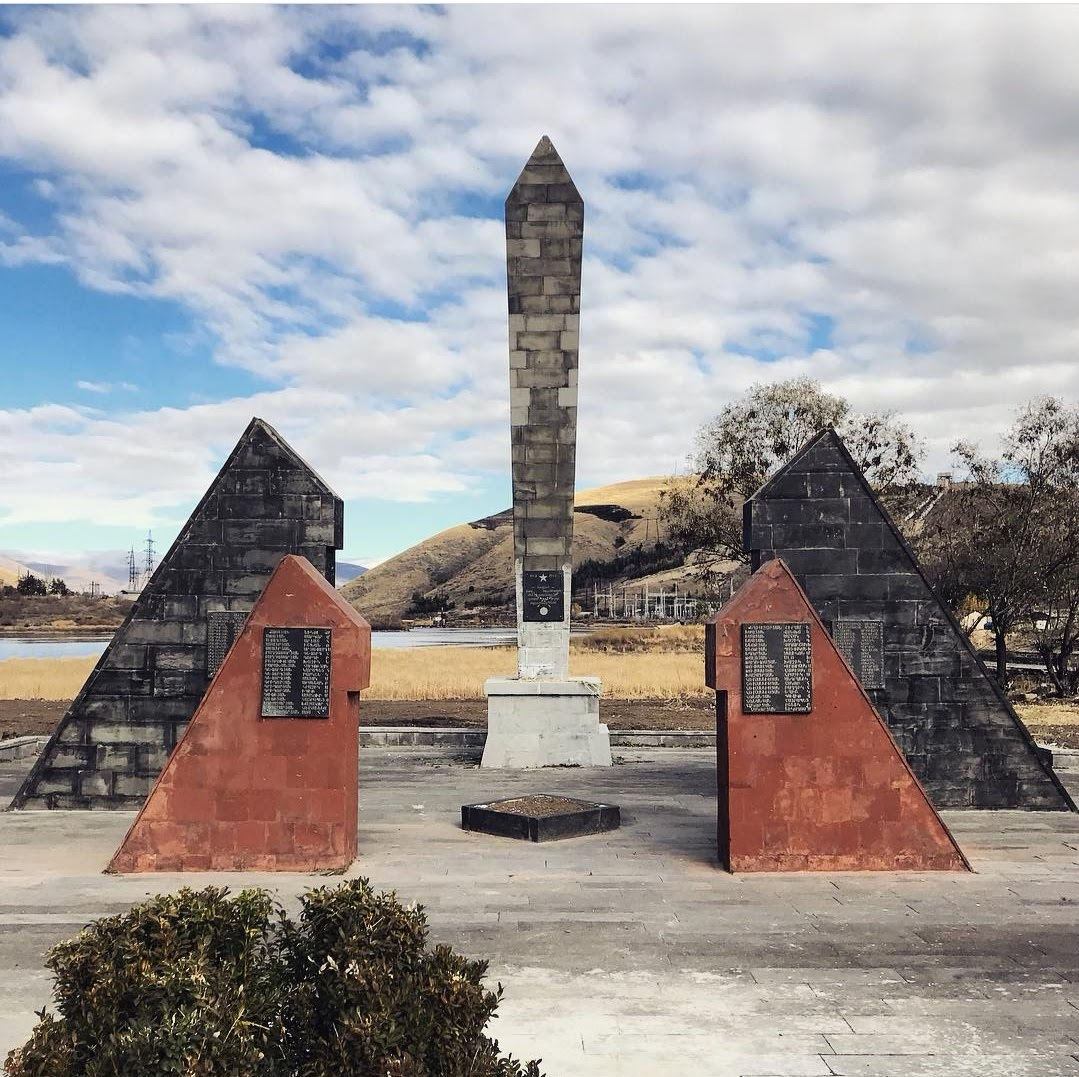
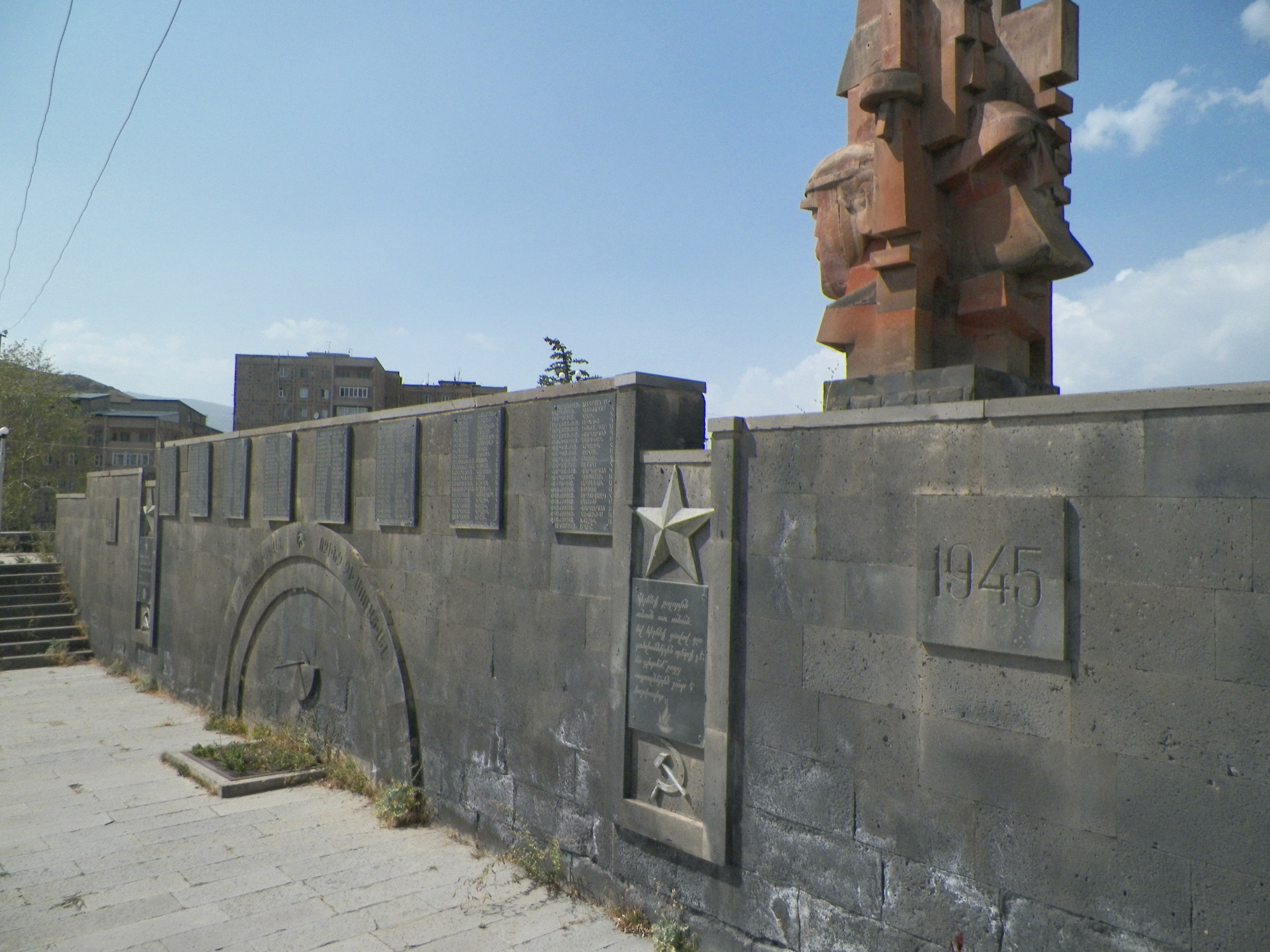
Памятник в память о погибших в Великой Отечественной войне